# گیفهورن
شهر گیفهورندر ایالت نیدرزاکسن در کشور آلمان واقع شده‌است.